# Anna Szaniawska
Anna Szaniawska z domu Scipio del Campo herbu własnego (ur. ok. 1730, zm. 2 lutego 1795 w Warszawie) – starościna małogoska

## Życiorys
Była córką Józefa Scipio del Campo i Weroniki ostatniej z rodu Firlejów, córki kasztelana  kamieńskiego Andrzeja Firleja. Ok. 1747 poślubiła Anna Konstantego Felicjana Szaniawskiego (zm. 1787), syna Jozafata Szaniawskiego starostę małogoskiego i  szambelana od 1758. W 1750 urodziła syna Stanisława. Mąż uzyskał dla niej 11 grudnia 1752 ius communicativum na starostwo małogoskie. W 1760 trwało postępowanie w Rzymie, zmierzające, na wniosek Anny do separacji małżonków, małżeństwo separowano wyrokiem trybunału rzymskiego7 lipca 1766, a chory umysłowo mąż, trwoniący majątek w ekscesach seksualnych, został w 1781 staraniem rodziny ubezwłasnowolniony; pozostawał pod opieką siostry Anny Ossolińskiej w jej dobrach w Galicji. Była faktyczną posesorką starostwa małogoskiego, jako spadkobierczyni Firlejów procesowała się od 1765 ze starostwem lubelskim o należącą do niej jurydykę Słomiany Rynek (zwaną też Firlejówką) w Lublinie. W 1776 oddała starostwo małogoskie synowi Stanisławowi oraz jego żonie za 16 tysięcy zł rocznie. W swoim warszawskim pałacu prowadziła salon, skupiający miejscową elitę, przyjaźniła się z siostrą króla Izabelą z Poniatowskich Branicką. Gościł ją często Stanisław August na Zamku i w Łazienkach, znano jej upodobanie do kart i odważne żarty w obecności władcy. Należała do założonej w 1782 w Warszawie wolnomularskiej loży adopcyjnej damskiej Dobroczynności. Była entuzjastką Konstytucji 3 maja zaraz po jej uchwaleniu liczne grono gości fetowało z nią to wydarzenie w jej bogato iluminowanym pałacu. Podczas insurekcji 17 kwietnia 1794 pałac Szaniawskich sąsiadujący z rezydencją ambasadora Rosji Osipa Igelströma, został splądrowany. 200 000 zł ulokowała u Adama Kazimierza Czartoryskiego zabezpieczoną hipotecznie między innymi w kluczu dóbr sieniawskich. W trakcie sporów majątkowych z kuratorami męża, a po jego śmierci w 1787 z synem i synową, zabiegała zarówno u króla, jak i u ambasadora Rosji Otto Stackelberga i posła austriackiego Benedykta de Cachégo o pomoc w wynegocjowaniu korzystnych dla niej rozstrzygnięć.  W 1789 sporządziła testament, a w styczniu 1795 dodała kodycyl, zapisując wszystkie dobra synowi, z dopuszczeniem jednak możliwości, że w razie jego bezpotomnej śmierci sumy zdeponowane u Czartoryskiego wrócą do rodziny Scipio del Campo.